# فهرست سفیران ایران

این فهرست سفیران کنونی ایران است.

## قاره آسیا
- اردن (علی‌اصغر ناصری، کاردار)[۱]
- ازبکستان (محمدعلی اسکندری)[۲]
- افغانستان (حسن کاظمی قمی)
- امارات متحده عربی (رضا عامری)
- هند (ایرج الهی دهقی)
  - سرکنسولگری حیدرآباد (مهدی شاهرخی)[۳]
  - سرکنسولگری بمبئی (ابوالفضل محمدعلیخانی)[۴]
- بحرین (قطع روابط سیاسی و بدون سفیر)
- برونئی (محمد تقی رجبی)[۵]
- بنگلادش (منصور چاوشی)[۶]
- پاکستان (رضا امیری‌مقدم)[۷]
- تاجیکستان (علیرضا حقیقیان)[۸]
- تایلند (ناصرالدین حیدری)[۹]
- ترکمنستان (علی‌مجتبی روزبهانی)[۱۰]
- تیمور شرقی (محمد بروجردی، سفیر آکردیته)[۱۱]
- ژاپن (پیمان سعادت)
- سری‌لانکا (علیرضا دلخوش)[۱۲]
- سوریه (حسین اکبری)
- عراق (محمدکاظم آل صادق)[۱۳]
  - سرکنسولگری اربیل (نصرالله رشنودی)[۱۴]
  - سرکنسولگری سلیمانیه (محمد محمودیان)[۱۵]
  - سرکنسولگری نجف (سید رضی‌الدین کاظمی مازندرانی)[۱۶]
- عربستان سعودی (علیرضا عنایتی)[۱۷]
  - سرکنسولگری جده (حسن زرنگار ابرقویی)[۱۸]
- عمان (موسی فرهنگ)[۱۹]
- دولت فلسطین (بدون سفیر)
- فیلیپین (یوسف اسماعیل‌زاده)
- قرقیزستان (غلامحسین یادگاری)[۲۰]
- قزاقستان (علی‌اکبر جوکار)[۲۱]
  - سرکنسولگری آلماتی (محسن فغانی)
  - سرکنسولگری آکتائو (غلامرضا هاشمی)[۲۲]
- قطر (علی صالح‌آبادی)[۲۳]
- کامبوج (بدون سفیر)
- کره شمالی (بدون سفیر)
- کره جنوبی (سعید کوزه‌چی)
- کویت (محمد توتونچی)[۲۴]
- لائوس (ناصرالدین حیدری، سفیر آکردیته)[۲۵]
- لبنان (مجتبی امانی)[۲۶]
- مالزی (ولی‌الله محمدی نصرآبادی)[۲۷]
- مغولستان (محسن بختیار[۲۸]، سفیر آکردیته)
- میانمار(ناصرالدین حیدری، سفیرآکردیته) [۲۹]
- نپال (بدون سفیر)
- ویتنام (علی‌اکبر نظری)
- یمن (علی‌محمد رضایی)[۳۰]
- چین (محسن بختیار)
  - سرکنسولگری  هنگ کنگ (علیرضا اسماعیل‌زاده)
- اندونزی (محمد بروجردی)[۳۱]
- سنگاپور (بهنام بلوریان)[۳۲]

## قاره آفریقا
- آفریقای جنوبی (منصور شکیب مهر)[۳۳]
- آنگولا (منصور شکیب مهر، سفیر آکرودیته)[۳۴]
- اتیوپی (صمدعلی لکی‌زاده)
- اریتره (بدون سفیر)
- الجزایر (محمدرضا بابایی سیاهکل)[۳۵]
- اوگاندا (مجید صفّـار)
- بنین (علی تیزتک، سفیر آکرودیته)[۳۶]
- بوتسوانا (بدون سفیر)
- بورکینافاسو (مجتبی فقیهی)[۳۷]
- بوروندی (بدون سفیر)
- تانزانیا (حسین الوندی)
- تونس (میر مسعود حسینیان)[۳۸]
- جمهوری دموکراتیک کنگو (امیر حسینی)[۳۹]
- جمهوری کنگو (بدون سفیر)
- چاد (علی تیزتک، سفیر آکرودیته)[۴۰]
- کیپ ورد (حسن عسگری، سفیر آکرودیته)[۴۱]
- رواندا (بدون سفیر)
- زامبیا (بدون سفیر)
- زیمبابوه (عباس نوازانی)
- ساحل عاج (امیرحسین نیک بین)
- سائوتومه و پرنسیپ (بدون سفیر)
- سنگال (حسن عسگری)
- سیشل (حسن علی‌بخشی، سفیر آکرودیته)
- اسواتینی (بدون سفیر)
- سودان (حسن شاه حسینی)[۴۲]
- سیرالئون (سید خلیل ساداتی امیری)
- غنا (علی قمشی)[۴۳]
- کامرون (بدون سفیر)
- کنیا (علی غلامپور)[۴۴]
- گابن (بدون سفیر)
- گامبیا (بدون سفیر)
- گینه بیسائو (بدون سفیر)
- گینه (جمشید پرویزی)[۴۵]
- لسوتو (بدون سفیر)
- لیبریا (بدون سفیر)
- لیبی (عین الله سوری)[۴۶]
- ماداگاسکار (حسن علی‌بخشی )
- موریتانی (جواد ابو)
- مالی (حسین طالشی صالحانی)[۴۷]
- مالاوی (بدون سفیر)
- مصر (محمد حسین سلطانی فرد، رئیس دفتر حفاظت منافع ایران در قاهره)[۴۸]
- مراکش (بدون سفیر)
- موریس (حسن علی‌بخشی، سفیر آکرودیته)[۴۹]
- موزامبیک (منصور شکیب مهر، سفیر آکرودیته)[۵۰]
- نامیبیا (سید علی شریفی ساداتی)
- نیجر (علی تیزتک)[۵۱]
- نیجریه (محمدعلی بک)

## قاره آمریکا
- آرژانتین (امیرهوشنگ کریمی، کاردار)[۵۲]
- اروگوئه (جواد حیدری)
- اکوادور (سعادت آقاجانی)[۵۳]
- برزیل (عبدالله نکونام)[۵۴]
- بلیز (بدون سفیر)
- بولیوی (بهرام شهاب‌الدین)[۵۵]
- پاراگوئه (بدون سفیر)
- پاناما (بدون سفیر)
- پرو (بدون سفیر)
- جامائیکا (بدون سفیر)
- جمهوری دومینیکن (بدون سفیر)
- سورینام (حجت‌الله سلطانی، سفیر آکردیته)[۵۶]
- شیلی (محمود بابائی، کاردار)[۵۷]
- کلمبیا (احمدرضا خیرمند)[۵۸]
- کوبا (سید محمدهادی سبحانی)
- گواتمالا (علیرضا قزیلی، سفیر آکردیته)[۵۹]
- مکزیک (علیرضا قزیلی)
- نیکاراگوئه (رامین زارع)[۶۰]
- ونزوئلا (علی چگنی)[۶۱]
- هائیتی (بدون سفیر)

## اقیانوسیه
- استرالیا (احمد صادقی)
- فیجی (بدون سفیر)
- نیوزیلند (رضا نظرآهاری)

## قاره اروپا
- جمهوری آذربایجان (بدون سفیر)[۶۲]
  - سرکنسولگری نخجوان (عزیز منصوری)[۶۳]
- آلبانی (بدون سفیر)
- آلمان (مجید نیلی احمدآبادی)[۶۴]
- اتریش (عباس باقرپور اردکانی)
- ارمنستان (مهدی سبحانی)
- اسپانیا (رضا زبیب)[۶۵]
- استونی (بدون سفیر)
- اسلواکی (عباس باقرپور اردکانی، سفیر آکرودیته)[۶۶]
- اسلوونی (مرضیه افخم، سفیر)[۶۷]
- اوکراین (منوچهر مرادی)
- انگلستان (سید علی موسوی)[۶۸]
- ایتالیا (محمدرضا صبوری)[۶۹]
- جمهوری ایرلند (کاظم شریف کاظمی، کاردار)[۷۰]
- ایسلند (علیرضا یوسفی، سفیر آکرودیته)[۷۱]
- بلاروس (علیرضا صانعی)[۷۲]
- بلژیک (سید محمدعلی رباط جزی)[۷۳]
- بلغارستان (علیرضا ایروش)[۷۴]
- بوسنی و هرزگوین (ابوذر ابراهیمی ترکمان)[۷۵]
- پرتغال (سیدمجید تفرشی)[۷۶]
- ترکیه ( محمدحسن حبیب‌الله زاده)[۷۷]
- جمهوری چک (سیدمجید قافله باشی)[۷۸]
- دانمارک (سید محمدرضا سجادی)[۷۹]
- روسیه (کاظم جلالی)
- رومانی (سید حسین سادات میدانی)
- سوئد (حجت‌الله فغانی)[۸۰]
- سوئیس (محمود بریمانی)[۸۱]
- صربستان (رشید حسن‌پور بائی)
- فرانسه (محمد امین‌نژاد)[۸۲]
- فنلاند (جواد آقازاده خوئی)[۸۳]
- قبرس (علیرضا سالاریان)[۸۴]
- کرواسی (سعید خطیب‌زاده)[۸۵]
- گرجستان (محمود ادیب)[۸۶]
  - سرکنسولگری باتومی (حسین ظفرقاسم پور)[۸۷]
- لتونی (حجت‌الله فغانی، سفیر آکرودیته)[۸۸]
- لوکزامبورگ (سید محمدعلی رباط جزی، سفیر آکرودیته)[۸۹]
- لهستان (حسین غریبی)[۹۰]
- لیختن‌اشتاین (محمود بریمانی، سفیر آکرودیته)[۹۱]
- لیتوانی (بدون سفیر)
- مالت (محمدرضا صبوری، سفیر آکرودیته)[۹۲]
- مجارستان (مرتضی مرادیان)[۹۳]
- مقدونیه شمالی (علیرضا ایروش، سفیر آکرودیته)[۹۴]
- مولداوی (بدون سفیر)
- مونته‌نگرو (بدون سفیر)
- موناکو (بدون سفیر)
- نروژ (علیرضا یوسفی)
- واتیکان (محمدحسین مختاری)[۹۵]
- هلند (هادی فرجوند)[۹۶]
- یونان (ملک حسین گیوزاد)[۹۷]

## سازمان‌های بین‌المللی
- سازمان ملل متحد (امیرسعید ایروانی)[۹۸]
- دفتر سازمان ملل متحد در وین (محسن نذیری‌اصل)[۹۹]
- دفتر سازمان ملل متحد در ژنو (علی بحرینی)[۱۰۰]
- سازمان همکاری اسلامی
- اوپک
- سازمان همکاری اقتصادی

## فهرست سفیران تاریخی

### سازمان‌های بین‌المللی
- سازمان ملل متحد

### آسیا
- افغانستان
- پاکستان
- تایلند
- چین
- ژاپن
- عراق
- فیلیپین
- قزاقستان
- هند

### آمریکا
- آمریکا

### اروپا
- آلمان
- اتریش
- اسپانیا
- ایتالیا
- بریتانیا
- بلژیک
- بلغارستان
- ترکیه
- دانمارک
- روسیه
- سوئیس
- فرانسه
- لهستان

## سفرای آکردیته
- در اول شهریور ۱۳۴۵ روابط سیاسی بین ایران ولائوس برقرار شد و سفرای ایران در تایلند در وین تیان آکردیته شدند.[۱۰۱]
- پس از اعلام استقلال مالت در ۱۳۵۳، سفرای ایران در لندن در والتا سفیر آکردیته شدند. پس از انقلاب، سفرای ایران در ایتالیا در مالت آکردیته می‌باشند.[۱۰۲]
- در ۷ اردیبهشت ۱۳۲۸ مناسبات سیاسی بین ایران و ایسلند برقرار شد و سفرای ایران در سوئد در ریکیاویک سفیر آکردیته شدند.[۱۰۳]
- دولت ایران در ۱۳۵۲ با نیوزیلند مناسبات سیاسی برقرار کرد و سفرای ایران در استرالیا در ولینگتون آکردیته شدند.[۱۰۴]
- از مرداد ۱۳۱۴ که سفارت ایران در آرژانتین تأسیس شد، سفرای ایران در آن کشور در سانتیاگو آکردیته شدند.[۱۰۵]
- در ۶ تیر ۱۳۵۶ جمهوری جیبوتی به استقلال دست یافت و سفرای ایران در یمن شمالی در جیبوتی آکردیته شدند.[۱۰۶]
- در آبان ۱۳۵۲ روابط سیاسی بین ایران و جمهوری اسلامی موریتانی برقرار شد و سفرای ایران در سنگال، در نواکشوت آکردیته شدند.[۱۰۷]
- از سال ۱۳۵۴ روابط سیاسی بین ایران و جمهوری کلمبیا برقرار شد و سفرای ایران در ونزوئلا در بوگوتا آکردیته شدند.[۱۰۸]
- در بهمن ۱۳۵۴ مناسبات سیاسی بین ایران و جمهوری ایرلند برقرار شد و سفرای ایران در هلند در دوبلین سفیر آکردیته شدند.[۱۰۹]
- مناسبات سیاسی با کامرون در ۱۳۵۴ برقرار شد و سفرای ایران در زئیر در یائونده آکردیته شدند.[۱۱۰]
- در ۳۰ اردیبهشت ۱۳۵۰ برقراری روابط سیاسی بین ایران و مغولستان اعلام گردید و سفرای ایران در اتحاد شوروی در اولان باتور آکردیته شدند.[۱۱۱]
- روابط سیاسی بین دو کشور از مرداد ماه ۱۳۳۸ برقرار شد و سفرای ایران در بروکسل بلژیک در لوکزامبورگ وزیر مختار آکردیته شدند. در حال حاضر نیز سفیر ایران در بلژیک در لوکزامبورگ آکردیته می‌باشد.[۱۱۲]
- سفرای ایران در سریلانکا در ماله آکردیته می‌باشند.